# 카스텔프란코피안디스코
카스텔프란코피안디스코(이탈리아어: Castelfranco Piandiscò)는 이탈리아 토스카나주의 아레초도에 위치한 코무네다. 2014년 1월 1일에 카스텔프란코디소프라와 피안디스코 등 코무네가 합쳐져 신설됐다.
피렌체에서 남동쪽 약 30 킬로미터 (19 mi) 그리고 아레초에서 북서쪽 약 30 킬로미터 (19 mi) 거리에 있다.